# Don't Let Me Be Misunderstood
Don't Let Me Be Misunderstood — пісня американського пісенника Бенні Бенжаміна, початково написана для Ніни Сімон у 1964 році.
Широку популярність отримала у виконанні гурту The Animals, записаного 1965 року. В цьому виконанні пісня підіймалася до 3-ї сходинки у британському чарті і потрапила до списку 500 найкращих пісень усіх часів за версією журналу Rolling Stone.
Серед інших версій пісні відомою стала також версія гурту Santa Esmeralda, записана у стилі диско в 1977 році.